# Helmholtz-Zentrum Hereon
O Helmholtz-Zentrum Hereon é um centro de pesquisa interdisciplinar da Associação Helmholtz de Centros de Pesquisa Alemães. Foi fundado em 1956 como Gesellschaft für Kernenergieverwertung in Schiffbau und Schiffahrt, mais tarde renomeada como GKSS-Forschungszentrum Geesthacht e operou de 2010 a 2021 com o nome Helmholtz-Zentrum Geesthacht – Zentrum für Material- und Küstenforschung GmbH (HZG). Sua sede fica em Geesthacht, no sudeste de Schleswig-Holstein.
Existem as seguintes áreas de pesquisa:
- Tecnologias-chave (Advanced Engineering Materials, AEM)
- Terra e meio ambiente (pesquisa marinha, costeira e polar com infraestrutura, MARCOPOLI)
- Saúde (medicina regenerativa)
- Estrutura da matéria (grandes dispositivos para pesquisa com fótons, nêutrons e íons, PNI).

O centro de pesquisa é financiado pelo governo federal (90 %) e pelos estados de Schleswig-Holstein, Baixa Saxônia, Hamburgo e Brandemburgo (juntos 10 %). Cerca de 750 pessoas estão empregadas.

## Localizações
A localização principal é em Geesthacht, perto de Hamburgo, onde estão localizados o Instituto de Pesquisa de Materiais, o Instituto de Pesquisa Costeira, o Instituto de Pesquisa de Polímeros, o centro técnico e dois reatores de pesquisa desativados. A administração central também está localizada em Geesthacht.
O segundo local é em Teltow, perto de Berlim, onde está localizado o Instituto de Pesquisa de Biomateriais.
No local remoto no síncrotron de elétrons alemão DESY em Hamburgo é usada a radiação síncrotron e no Forschungs-Neutronenquelle Heinz Maier-Leibnitz em Garching bei München a radiação de nêutrons. O acesso de pesquisadores externos às instalações de medição nas duas filiais é gerenciado pela plataforma de usuário do Hereon, o German Engineering Materials Science Centre (GEMS).

## Institutos
Os trabalhos de pesquisa e desenvolvimento são realizados em três institutos com as seguintes prioridades:

### Pesquisa costeira
- Biogeoquímica no mar territorial
  - Investigação de poluentes e compostos químicos naturais e artificiais
- Sistemas operacionais
  - Desenvolvimento e uso de sistemas de medição para monitorar os mares costeiros
  - COSYNA: Coastal Observing System for Northern and Arctic Seas (plataforma de pesquisa)
- Análise e modelagem de sistemas
  - Pesquisa sobre mudanças regionais e globais nas zonas costeiras

### Climate Service Center Germany(GERICS)
O Climate Service Center Germany (GERICS) desenvolve protótipos de produtos e serviços sobre questões climáticas para apoiar os tomadores de decisão da política, negócios e sociedade na adaptação às mudanças climáticas. O GERICS está sediado em Hamburgo.

### Pesquisa de polímeros
- Desenvolvimento de materiais biodegradáveis e bioestáveis para a produção de:
  - Scaffolds para engenharia de tecidos, a fim de permitir a substituição de tecido corporal doente, ferido ou removido por tecido funcional em cultura
  - Materiais adsorvedores e transportadores para aférese e para órgãos bio-híbridos para apoiar ou substituir funções de órgãos (sistemas de assistência de órgãos)
- Desenvolvimento de sistemas de materiais multifuncionais à base de polímeros para uso na indústria química, biotecnologia e outras áreas

### Pesquisa de materiais
- Mecânica de materiais
  - Simulação e desenvolvimento de processos de união (por exemplo, Solda por Fricção e Mistura Mecânica - FSW, soldagem por feixe de laser - LBW) para aplicações em estruturais leves
  - Registro quantitativo e implementação em programas de elementos finitos das inter-relações da microestrutura de materiais leves como alumínio, magnésio e aluminetos de titânio, os mecanismos de deformação e danos no nível estrutural e as propriedades globais de resistência e tenacidade
- Tecnologia de materiais
  - Superfícies semicondutoras nanoestruturadas para a produção fotoeletroquímica de hidrogênio usando a luz solar
  - Hidretos de metal leve nanocristalinos e compostos de hidreto para armazenamento de hidrogênio: desenvolvimento, otimização, produção e avaliação de novos materiais de armazenamento, projeto e teste de tanques de armazenamento de hidrogênio
  - Produção de camadas finas nanoestruturadas para proteção contra corrosão e para raios-X e óptica de nêutrons
- Física de materiais
  - Caracterização de materiais com radiação de nêutrons e síncrotron
  - German Engineering Materials Science Centre (GEMS): plataforma de usuário para pesquisas com fótons e nêutrons
- Magnesium Innovation Centre MagIC
  - Materiais de magnésio para tecnologia de tráfego e médica
- Biomateriais metálicos
  - Projeto de materiais e caracterização de novos materiais de implantes baseados em magnésio e titânio para aplicações médicas
  - Uso de processos de fabricação de metalurgia do pó

### Pesquisa de biomateriais
- Desenvolvimento de biomateriais inovadores à base de polímeros para aplicações em medicina regenerativa

## História
O GKSS-Forschungszentrum Geesthacht GmbH foi fundado em 1956 como Gesellschaft für Kernenergieverwertung in Schiffbau und Schiffahrt mbH no distrito Krümmel de Geesthacht. Os fundadores incluíram o engenheiro mecânico naval Kurt Illies e os físicos nucleares Kurt Diebner e Erich Bagge, que trabalharam no desenvolvimento de armas nucleares alemãs durante a Segunda Guerra Mundial.
O principal projeto na década de 1960 foi o navio de carga geral movido a energia nuclear Otto Hahn , que foi lançado em 1964 e serviu para fins de pesquisa até ser desativado em 1979. Desde o abandono dos projetos subsequentes, a construção naval não desempenhou mais um papel no trabalho do Helmholtz-Zentrum Hereon, e a antiga abreviatura GKSS não foi abandonada.
Entre 1958 e 2010 o GKSS operou o Forschungsreaktor Geesthacht-1 (FRG-1) com uma potência de 5 MW. Um segundo reator de pesquisa denominado FRG-2 com uma potência de 15 MW foi operado entre 1963 e 1993. Os nêutrons produzidos nos reatores foram usados para investigações em física e ciência dos materiais. Até 1987 também possibilitaram estudos sobre o tema segurança de reatores.
Em 18 de outubro de 1983 cerca de 40 milicuries de iodo radioativo foram liberados no GKSS, o que, segundo o centro de pesquisas, não colocou em risco a população. Em 12 de setembro de 1986 teria havido um incêndio no local, que poderia ter levado à liberação de radioatividade..
De 1982 a 1994 a sociedade operou o GUSI (GKSS-Unterwasser-Simulationsanlage). Vários mergulhos tripulados a uma profundidade de até 600 m foram realizados nas câmaras de pressão da instalação. Os mergulhos foram usados para pesquisar trabalhos de soldagem subaquática em grandes profundidades. As câmaras de pressão eram grandes o suficiente para acomodar pequenos submarinos que foram testados em tentativas de mergulho não tripulado a uma profundidade de até 3 000 m. A instalação foi desmontada em 2004 e continuou a ser usada no Forschungszentrum Karlsruhe.
Em 1 de novembro de 2010 o GKSS foi renomeado como Helmholtz-Zentrum Geesthacht – Zentrum für Material- und Küstenforschung GmbH.
Em 31 de março de 2021 o centro anunciou que seria renomeado como Helmholtz-Zentrum Hereon. Isso foi justificado com um espectro de pesquisa expandido. O nome é uma aglutinação das palavras Helmholtz, Resilienz e Innovation.